# Erythrophyllum merceyoides
Erythrophyllum merceyoides là một loài Rêu trong họ Pottiaceae. Loài này được (Broth.) Hilp. mô tả khoa học đầu tiên năm 1933.